# Reijnold Popma van Oevering
Reijnold of Rynoldus Popma van Oevering (Warga, gedoopt 6 januari 1692 - Leeuwarden, 3 november 1781) was een Friese organist, componist en kerkmusicus.

## Levensloop
Popma van Oevering groeide op in een familie van gegoede en ontwikkelde Friezen. Zijn vader, die hem vermoedelijk in het orgelspel heeft opgeleid, was Georgius Harmannus (Jurjen Harmens) Oevering, onderwijzer, organist en theoloog in het dorp Warga (Fries: Wergea) nabij Leeuwarden. Zijn moeder was jonkvrouwe Jeltje Reinsdochter (van) Popma, afkomstig van de Roordastate (nu: Museum Ald Slot) in Warga. De vader werd in 1706 benoemd tot organist van de Grote of Martinikerk en leraar aan de Latijnse school in Sneek, waar het gezin zich vestigde in de Kleine Kerkstraat. 
De zoon werd organist in Leeuwarden, op 16 september 1712 van de Galileërkerk en op 26 februari 1713, als stadsorganist, van de Grote of Jacobijnerkerk. Later dat jaar trouwde hij met Sara Ketel, die ook uit een aanzienlijke familie kwam. Zij kregen zes kinderen. Hij ontwikkelde zich tot een actief en invloedrijk kerkmusicus. Voor de Grote Kerk was een nieuw orgel nodig en Popma trok in 1724 naar het westen des lands om een geschikte orgelbouwer te zoeken. Het werd Christian Müller, die het beroemde hoofdorgel vervaardigde, dat op 19 maart 1727 werd ingewijd door onder anderen Popma zelf.
Hij bleef organist tot 1741. Hij was er ook beiaardier en zette dat werk voort tot 1757. Zijn vrouw Sara overleed omstreeks 1775, waarna zijn kleindochter Catharina bij hem introk om voor hem te zorgen. Bekend is dat hij in 1779 een huis kocht in de Sint-Jacobsstraat in Leeuwarden, waar hij twee jaar later overleed op 89-jarige leeftijd.

## Werk
Popma was een vernieuwer van de kerkkoorzang in Nederland doordat hij omstreeks 1740 de stijve voordracht van psalmzettingen verving door een levendige, vlotte en soepele manier van zingen. Aanvankelijk bestond hiertegen verzet vanuit conservatieve kringen, maar al snel verspreidden zijn ideeën zich vanuit Friesland over het hele land.
Popma componeerde ook: van zijn hand zou een boek met psalmmelodieën bestaan hebben. Zijn opus 1 bestaat uit VI suittes voort’ Clavier, verschenen omstreeks 1710 bij de Amsterdamse muziekuitgever Estienne Roger en opgedragen aan Maria Louise van Hessen-Kassel. Zij was de echtgenote van Johan Willem Friso van Nassau-Dietz, de stadhouder van Friesland, en bespeelde het klavecimbel en de barokgitaar. Popma was op dat moment ongeveer achttien jaar en toonde zich met dit opus een pionier van het genre Engelse suite zoals Bach die vijf jaar later ook zou schrijven (de Zes Engelse suites).
In 2017 verscheen voor het eerst een complete cd-opname van Popma's zes suites door Bob van Asperen, deels op klavecimbel en deels op Popma's 'eigen' Müller-orgel van de Leeuwarder Grote Kerk.
- Gemeinsame Normdatei: 120128349
- International Standard Name Identifier: 0000 0000 4973 9878
- Library of Congress Control Number: nr97000959
- MusicBrainz: 28ff27a4-7225-4667-8b8d-c7c8df025802
- Nederlandse Thesaurus van Auteursnamen: 100914187
- Virtual International Authority File: 62371344
- WorldCat: E39PBJjdff6qwBXT8Wt4GHxYyd